# Stensjöflyarna (Hotagens socken, Jämtland, 711506-144477)
Stensjöflyarna är en sjö i Krokoms kommun i Jämtland och ingår i Indalsälvens huvudavrinningsområde. Sjön har en area på 0,375 kvadratkilometer och ligger 627,3 meter över havet. Stensjöflyarna ligger i Gråberget-Hotagsfjällen Natura 2000-område. Sjön avvattnas av vattendraget Ammersån.

## Delavrinningsområde
Stensjöflyarna ingår i det delavrinningsområde (711518-144402) som SMHI kallar för Utloppet av Stensjöflyarna. Medelhöjden är 674 meter över havet och ytan är 3,89 kvadratkilometer. Räknas de 22 avrinningsområdena uppströms in blir den ackumulerade arean 118,43 kvadratkilometer. Ammersån som avvattnar avrinningsområdet har biflödesordning 2, vilket innebär att vattnet flödar genom totalt 2 vattendrag innan det når havet efter 297 kilometer. Avrinningsområdet består mestadels av skog (88 procent). Avrinningsområdet har 0,37 kvadratkilometer vattenytor vilket ger det en sjöprocent på 9,6 procent.